# SN 2007qc
SN 2007qc – supernowa typu Ia odkryta 27 października 2007 roku w galaktyce A115704+5329. W momencie odkrycia miała maksymalną jasność 16,80m.